# Гілберт Райл
Гілберт Райл (англ. Gilbert Ryle, 1900—1976) — британський аналітичний філософ, відомий особливо своїм внеском у філософію ментального та нападами на картезіанство. Значна частина інших робіт Райла стосується філософської методології. Також цікавився давньогрецькою філософією.

## Біографія
Гілберт Райл народився в Брайтоні, Сассекс, Англія, 19 серпня 1900 року. Він походив із заможної родини, і його дитинство та юність були вільними та стимулюючими. Його батько був лікарем загальної практики, але мав великий інтерес до філософії та астрономії, який він передав своїм дітям. Здобувши освіту в Брайтонському коледжі, Райл пішов у Кінгс-коледж в Оксфорді в 1919 році, щоб спочатку вивчати класику, але його швидко зацікавила філософія. В 1924 році він був призначений читати лекції з філософії в Коледжі Крайст-Черч. Він залишиться в Оксфорді протягом усієї своєї академічної кар'єри до виходу на пенсію в 1968 році. З початком Другої світової війни Райл пішов добровольцем. Його призвали до валлійської гвардії, він служив у розвідці, і до кінця війни отримав звання майора. В 1947 році, він став редактором впливового філософського журналу "Mind"; цю посаду він обіймав до 1971 року. Він помер 6 жовтня 1976 року в Вітбі, графство Йоркшир, після денної прогулянки по болотах.

## Особистість
Райл не скупився на поради та підбадьорення поколінням студентів. З колегами він був толерантним, але у філософській дискусії міг перетворитися на грізного опонента, висловлюючи гостру неприязнь до помпезності, удавання та жаргону. Затверджений холостяк, після виходу на пенсію він жив зі своєю сестрою-близнючкою Мері в оксфордширському селі Ісліп. Садівництво та прогулянки приносили йому величезне задоволення, як і його люлька.

## Філософські погляди

### «Концепція ментального» («The Concept of Mind»)
«Концепція ментального» (The Concept of Mind) (1949) є нападом на те, що Райл називає «картезіанським дуалізмом», і захистом різновиду логічного біхевіоризму. Райл називає цей дуалізм «догмою про привида в машині», розуміючи під машиною тіло, яке є фізичним і доступним для публічного спостереження, а під привидом — ментальне («mind»), уявлене як приватна чи таємна арена, в якій відбуваються епізоди чуттєвого і внутрішнього сприйняття та свідомості. Згідно з цією точкою зору, людина є поєднанням такого ментального об'єкту і тіла, причому ментальне керує тілом через вправи волі, які називаються «воліннями».
Райл стверджує, що догма включає в себе асиміляцію тверджень про психічні процеси (ментальних тверджень) до тієї ж категорії, що й твердження про фізичні процеси. Ця асиміляція, стверджує Райл, призводить до метафізичної теорії, згідно з якою людина складається з двох окремих, відмінних, але якось пов'язаних сутностей — ментального й тіла. Райл називає цю асиміляцію «помилкою категорії» , тобто помилкою в логіці ментальних тверджень і понять. Він стверджує, що ці два типи тверджень не належать до однієї категорії, тому що твердження про фізичне є твердженнями про речі та їхні зміни, але твердження про ментальне такими не є. Щоб показати це, Райл використовує різноманітні аргументи, включаючи аргументи про неможливість причинно-наслідкових зв'язків між ментальним і тілом і аргументи про порочні нескінченні регреси.
Представляючи свій позитивний погляд на природу ментального («mind»), Райл обговорює використання ментальних термінів і стверджує, що ментальні твердження про людину повідомляють, що ця людина виконує спостережувані дії певним чином і має схильність виконувати інші спостережувані дії в конкретних обставинах. Наприклад, він стверджує, що робити щось розумно — це не означає, як стверджувала б догма про «Привида в машині», виконувати дві дії, одна з яких є розумовою дією ментального, яка зрештою викликає окрему фізичну дію. Навпаки, стверджує Райл, робити щось розумно означає робити щось фізичне певним чином і пристосовувати свою поведінку до обставин.

### Філософська методологія
Праці Райла, які стосуються філософської методології, підтримують тезу про те, що філософські проблеми та доктрини часто виникають через концептуальну плутанину. Важливі твори в цьому ключі включають впливову статтю «Систематично оманливі вирази» («Systematically Misleading Expressions») та книгу «Дилеми» («Dilemmas») (1954).

### Давньогрецька філософія
Протягом усього життя Райл також цікавився давньогрецькою філософією. Його остання велика праця, «Прогрес Платона», висуває гіпотезу про зміни у поглядах Платона, роль Академії, цілі та використання діалогів Платона та стосунки Платона з правителями Сіракуз.

## Список приміток
1. 1 2 3  Bibliothèque nationale de France BNF: платформа відкритих даних — 2011.
2. 1 2  Encyclopædia Britannica
3. 1 2  Deutsche Nationalbibliothek Record #118793845 // Gemeinsame Normdatei — 2012—2016.
4. ↑  LIBRIS — Королівська бібліотека Швеції, 2008.
5. ↑  CONOR.Sl
6. 1 2 3 4 5 6 7 8 9  Tanney, Julia (2021). Zalta, Edward N. (ред.). Gilbert Ryle. The Stanford Encyclopedia of Philosophy (вид. Summer 2021). Metaphysics Research Lab, Stanford University.
7. 1 2 3 4 5 6  Audi, Robert, ред. (27 квітня 2015). The Cambridge Dictionary of Philosophy (вид. 3). Cambridge University Press. doi:10.1017/cbo9781139057509. ISBN 978-1-139-05750-9.